# Elatostema decipiens
Elatostema decipiens es una especie de planta del género Elatostema, perteneciente a la familia Urticaceae.

## Taxonomía
Elatostema decipiens fue descrita por Hugh Algernon Weddell en 1869.

## Distribución
Se encuentra en el territorio de Assam y oriente del Himalaya.